# George Con O’Kelly

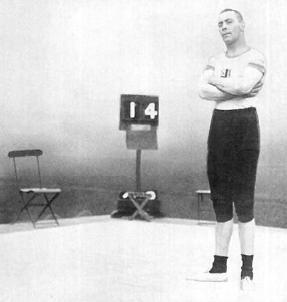
George O’Kelly

George Cornelius „Con“ O’Kelly (* 29. Oktober 1886 in Gloun, County Cork, Irland; † 3. November 1947 in Kingston upon Hull) war ein irischer Ringer und Olympiasieger 1908 in London im freien Stil im Schwergewicht.

## Werdegang
O’Kelly stammte aus Cork in Irland, damals Teil des Vereinigten Königreichs. Er begann als Jugendlicher mit dem Ringen im freien Stil. 1906 wurde er hinter Edward Barrett britischer Vizemeister im Schwergewicht und gewann den britischen Meistertitel im Schwergewicht 1907.
1908 wurde O’Kelly bei den Olympischen Spielen (OS) in London im Schwergewicht eingesetzt und gewann dort mit vier Schultersiegen überlegen die Goldmedaille vor dem Norweger Jacob Gundersen und Edward Barrett.

## Internationale Erfolge
1908, Goldmedaille, OS in London, freier Stil, Schwergewicht (über 73 kg Körpergewicht), mit Siegen über Lee Talbot, USA, Il Foskett und Edward Barrett, beide Großbritannien, u. Jacob Gundersen, Norwegen.